# Baildon Katowice
Der Klub Sportowy Baildon Katowice (kurz  Baildon Katowice) war ein polnischer Sportverein aus Katowice. Der Verein wurde 1920 als Betriebssportverein der Baildonhütte in Katowice gegründet. Nach der Insolvenz der Stahlhütte im Jahre 2001 wurde auch der Sportverein aufgelöst.
Zwischen 1950 und 1956 trug der Verein nach der Fusion mit KS Pogon Katowice den Namen KS Stal Katowice.

## Abteilungen

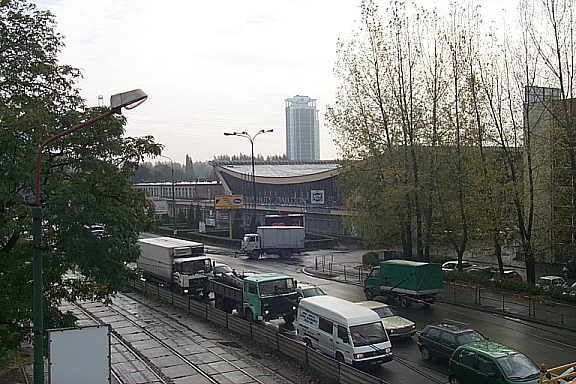
Die Hala Baildon, Spielstätte der Klubs, abgerissen 2003

Mit bis zu 16 Abteilungen war Baildon Katowice zeitweise hinter Legia Warschau der zweitgrößte Sportverein Polens. Die wichtigsten Abteilungen (Sektionen) waren:

### Eishockey
Die Eishockeyabteilung wurde 1945 gegründet und spielte über viele Jahre in der höchsten Spielklasse Polens. 1982 wurde die Eishockeyabteilung aufgelöst.
Erfolge
- Polnische Vizemeisterschaft: 1972, 1974, 1975, 1976[2]
- 3. Platz polnische Meisterschaft: 1970, 1973, 1977[3]

### Fechten
- Polnischer Meister 1950 – Wanda Anna Skupień (KS Stal Katowice)
- Polnischer Meister 1950 – Jan Nawrocki (KS Stal Katowice)
- Polnischer Meister 1951 – Jerzy Twardokens (KS Stal Katowice)
- Polnischer Meister 1952 – Wojciech Rydz (KS Stal Katowice)
- Polnischer Meister 1952 – Wanda Anna Włodarczyk (KS Stal Katowice)
- Polnischer Meister 1953 – Anna Wlodarczyk (KS Stal Katowice)
- Polnischer Meister 1954 – Anna Wlodarczyk (KS Stal Katowice)
- Polnischer Meister 1955 – Wojciech Rydz (KS Stal Katowice)
- Polnischer Meister 1955 – Wojciech Rydz (KS Stal Katowice)
- Polnischer Meister 1956 – Wojciech Rydz (KS Stal Katowice)
- Polnischer Meister 1957 – Wojciech Rydz
- Polnischer Meister 1978 – Krystyna Machnicka-Urbańska
- Polnischer Meister (Säbel) 1990 – Leszek Gajda

### Fußball
Größter Erfolg der Fußballer war das Erreichen des Halbfinales des polnischen Fußballpokals in der Saison 1967/68.

### Weitere Abteilungen
- Boxen
- Karate
- Gymnastik
- Korbball
- Leichtathletik
- Volleyball
- Gewichtheben
- Tischtennis (Polnischer Meister im Team 1992 und 1996)
- Ringen
- Schwimmen (16 polnische Meistertitel – 7 im Schwimmen, 9 im Turmspringen)